# Otto Juliusburger
Otto Juliusburger (* 26. September 1867 in Breslau; † 7. Juni 1952 in New York) war ein deutscher Psychiater.

## Leben
Otto Juliusburger besuchte als Sohn eines angesehenen jüdischen Kaufmanns ab 1878 das städtische evangelische Maria-Magdalena-Gymnasium in Breslau. Nach dem Abitur 1887 studierte er Medizin in Breslau bei Carl Wernicke und in Berlin. Danach war er in Berlin als Oberarzt an der Heil- und Pflegeanstalt Berolinum tätig, die von James Fraenkel (1859–1935), einem seinerzeit namhaften Psychiater, und Albert Oliven (1860–1921) geleitet wurde. Otto Juliusburger heiratete Elisa, eine Tochter von Julius Seligsohn; der Ehe entstammten ein Sohn und eine Tochter. Er verließ Berlin 1941 und emigrierte mit seiner Familie in die USA. Bis zu seinem Tod lebte er in New York.

## Leistungen
Als frei praktizierender Psychiater war Otto Juliusburger auch bei der Berliner Fürsorge für Geisteskranke und Rauschgiftsüchtige tätig. Er setzte sich für einen liberalen Strafvollzug ein, er hielt Vorträge in Kreisen von Sozialisten, und der Sanitätsrat Dr. Juliusburger arbeitete über Jahre eng mit dem Institut für Sexualwissenschaft zusammen, dessen Leiter Magnus Hirschfeld war. 1902 schrieb er in der Internationalen Monatsschrift zur Bekämpfung der Trinksitten einen Beitrag mit dem Titel: Was kann die Schule im Kampf gegen den Alkohol thun? Und 1907 hielt er vor dem Deutschen Bund für Mutterschutz einen Vortrag mit dem Titel Mutterschutz und Alkohol. Beeinflusst von Auguste Forel schloss sich Juliusburger der Guttempler-Bewegung an. Juliusburger hielt Vorträge beim Arbeiter-Abstinenten-Bund.
Er förderte kulturelle Gründungen der Arbeiterklasse und verband wissenschaftlich-philosophische Ideen mit populärer Aufklärungsarbeit. 1908 war die erste Zusammenkunft der Berliner Psychoanalytischen Vereinigung, an der neben Juliusburger auch Karl Abraham, Iwan Bloch und Heinrich Koerber teilnahmen. 1910 besuchten Otto Juliusburger und Mosche Wulff, der bis 1909 unter ihm gearbeitet hatte, den zweiten psychoanalytischen Kongress in Nürnberg, auf dem die Internationale Psychoanalytische Vereinigung (IPV) gegründet wurde. Er war Gründungsmitglied der Berliner Vereinigung, die sich als Ortsgruppe der IPV neu konstituierte, trat aber nach 1914 wieder aus. Schon als Student hatte sich Juliusburger für die Philosophen Baruch Spinoza, Arthur Schopenhauer und Friedrich Feuerbach begeistert. Später war es vor allem Henry George mit seiner Idee der Bodenreform, die Juliusburger auch öffentlich unterstützte. Mit Arnold Dodel und Ernst Haeckel, beide Vertreter des Darwinismus, war er freundschaftlich verbunden; ihr monistisches Gedankengut wurde auch zur Orientierung für seine Arbeit. 1929 wurde er zum 1. Vorsitzenden des Wissenschaftlich-humanitären Komitees (WhK) gewählt.
Die zahlreichen Veröffentlichungen von Otto Juliusburger zeigen, wie vielseitig, aber auch wie komplex sein Denken und Schaffen im Sinne einer biologischen Naturphilosophie gewesen ist. Er lernte 1917 Albert Einstein kennen. Einsteins Neffe wurde ein Patient des Psychiaters. Aus dieser Begegnung entstand eine tiefe Freundschaft. Einstein schrieb später einmal an Juliusburger: „An Ihnen sieht man, was für einen unerschütterlichen Halt das Streben nach Wahrheit verleihen kann“. Einstein war es auch, der seinen Freund zur Emigration drängte und ihm und seiner Familie 1941 die Überfahrt in die Vereinigten Staaten bezahlte.

## Publikationen
- Kritische Waffengänge. Deutschlands Großloge II des IOGT, Flensburg 1904.
- Weltanschauung und Abstinenz. Berlin 1904.
- Zur Psychologie der Organgefühle und Fremdheitsgefühle. Berlin/Leipzig 1910.
- Zur Kenntnis der Kriegsneurosen. In: Monatsschrift für Psychiatrie und Neurologie. Band 38, 1915, S. 305–318.
- Arzt und Krankenschwester. In: Blätter für Krankenpflege. Band 7, 1918, S. 97–99.
- Religion ist Illusion. In: Urania. Kulturpolitische Monatshefte über Natur und Gesellschaft. Jahrgang IV, 1926/27.
- Biozentrale Psychoanalyse. In: Psychiatrisch-Neurologische Wochenschrift. Band 30, 1928, S. 20 f.
- Seelische Auswirkungen der Arbeitslosigkeit und ihre Bekämpfung. In: Deutsche Krankenkasse. Band 18, 1931, S. 454–457.
- Die Bedeutung Schopenhauers für die Psychiatrie. Gedanken zum 150. Geburtstage Arthur Schopenhauers. Berlin 1938.

## Kleine Zeitschriftenbeiträge (Auswahl)
- In: Der sozialistische Arzt
  - Diskussionsbeitrag zu Gerhard Obuch (Der Strafvollzug …). Band II (1926), Heft 1 (April), S. 35 Digitalisat
  - Diskussionsbeitrag zu Salo Drucker (Alkohol und Volksgesundheit). Band II (1926), Heft 1 (April), S. 41 Digitalisat
  - An den 46. Deutschen Ärztetag in Würzburg. Band III (1927), Heft 3 (Dezember), S. 5–7 Digitalisat
  - Der sozialistische Arzt und der Kampf gegen den Alkoholismus. Band III (1928), Heft 4 (April), S. 36–37 Digitalisat
  - Alkoholismus, Wohnungsnot, Bodenreform. Band VII (1931), Heft 5–6 (Mai–Juni), S. 158–161 Digitalisat